# Gornja Lovnica, Rožaje
Gornja Lovnica este un sat din comuna Rožaje, Muntenegru. Conform datelor de la recensământul din 2003, localitatea are 387 de locuitori (la recensământul din 1991 erau 322 de locuitori).

## Demografie
În satul Gornja Lovnica locuiesc 215 persoane adulte, iar vârsta medie a populației este de 25,5 de ani (25,4 la bărbați și 25,5 la femei). În localitate sunt 73 de gospodării, iar numărul mediu de membri în gospodărie este de 5,30.
|  |

| Demografie | Demografie | Demografie |
| An         | Locuitori  | Locuitori  |
| ---------- | ---------- | ---------- |
|            |            |            |
|            |            |            |
|            |            |            |
|            |            |            |
| 1948       | 329        |            |
| 1953       | 408        |            |
| 1961       | 468        |            |
| 1971       | 347        |            |
| 1981       | 343        |            |
| 1991       | 322        | 319        |
| 2003       | 434        | 387        |

| \| Componența etnică conform recensământului din 2003[2] \| Componența etnică conform recensământului din 2003[2] \| Componența etnică conform recensământului din 2003[2] \| Componența etnică conform recensământului din 2003[2] \| Componența etnică conform recensământului din 2003[2] \| \| ----------------------------------------------------- \| ----------------------------------------------------- \| ----------------------------------------------------- \| ----------------------------------------------------- \| ----------------------------------------------------- \| \| \| \| \| \| \| \| Bosniaci \| Bosniaci \| \| 329 \| 85,01% \| \| Musulmani \| Musulmani \| \| 49 \| 12,66% \| \| Muntenegreni \| Muntenegreni \| \| 2 \| 0,51% \| \| necunoscută \| necunoscută \| \| 2 \| 0,51% \| |              |  |     |        |
| Componența etnică conform recensământului din 2003 |              |  |     |        |
| |              |  |     |        |
| Bosniaci | Bosniaci     |  | 329 | 85,01% |
| Musulmani | Musulmani    |  | 49  | 12,66% |
| Muntenegreni | Muntenegreni |  | 2   | 0,51%  |
| necunoscută | necunoscută  |  | 2   | 0,51%  |